# Rothmannia macrophylla
Rothmannia macrophylla es una especie de pequeño árbol de la familia de las rubiáceas. Se encuentra en las tierras bajas en los bosques de dipterocarpáceas en Malasia y Sumatra.

## Descripción
Es un arbusto o árbol pequeño que alcanza un tamaño de hasta 8 metros máximo con el tronco de no más de 4 cm de diámetro. Tiene grandes flores.

## Taxonomía
Rothmannia macrophylla fue descrita por (R.Br. ex Hook.f.) Bremek. y publicado en Proceedings of the Koninklijke Nederlandse Akademie van Wetenschappen, Series C: Biological and Medical Sciences 60: 7, en el año 1957.
Etimología
Rothmannia: nombre genérico que fue otorgado en honor de Göran Rothman (1739-1778).
macrophylla: epíteto latín que significa "con hojas grandes"
Sinonimia
- Randia macrophylla Hook.f.	basónimo[3]